# Główne Wojsko Dońskie
Główne Wojsko Dońskie – niezależna społeczność kozacka, zorganizowana na sposób wojskowy na ziemiach nad Donem, powołana hramotą cara Iwana Groźnego w styczniu 1570.
Wcześniej, przed hramotą Iwana Groźnego, były to luźne grupy "luźnych ludzi", zamieszkujące stepy nad wybrzeżem Morza Czarnego i Azowskiego. Ich stolicą była stanica Rozdory. Organizacja Kozaków dońskich, powołana przez cara, miała stanowić przeciwwagę dla Kozaczyzny Zaporoskiej i państwa polskiego.
Siedzibą Głównego Wojska Dońskiego była do 1622 stanica Rozdory, następnie w latach 1622-1637 stanica Monastyrskij Gorodok, później w latach 1637-1642 Azow, stanica Machin Ostriw w latach 1642-1645, i wreszcie w latach 1645-1671 Czerkask.
W 1671 Główne Wojsko Dońskie złożyło przysięgę na wierność carowi i państwu moskiewskiemu, tracąc swoją niezależność. Po złożeniu przysięgi zaczęli być nazywani Dońskim Wojskiem Kozackim.